# The Seduction of Ingmar Bergman
The Seduction of Ingmar Bergman (с англ. — «Соблазнение Ингмара Бергмана») — двадцать второй студийный альбом калифорнийской группы «Sparks». Выпущен в 2009 году.

## Концепция
«The Seduction of Ingmar Bergman» — первый в истории группы альбом, являющийся не сборником песен, но единым произведением. Он выполнен в форме поп-мюзикла с единым сюжетом и исполнен специально набранным для этой цели коллективом исполнителей. Содержание пластинки представляет собой рассказ о вымышленном путешествии легендарного шведского кинорежиссёра Ингмара Бергмана в Голливуд. По сюжету Бергман вскоре после успеха своего фильма «Улыбки летней ночи» (1955) на Каннском фестивале мистическим образом попадает в Лос-Анджелес, где местные продюсеры пытаются уговорить режиссёра остаться в Америке, чтобы работать на их студию, и препятствуют его попыткам вернуться в родную Швецию.

## История создания
«The Seduction of Ingmar Bergman» был создан как мюзикл для шведской радиовещательной компании Sveriges Radio, которая предложила «Sparks» предоставить средства для радиопостановки. Братьям Мэйл был предоставлен карт-бланш с единственным условием: наличие «шведского элемента» в сюжете. В качестве этого «шведского элемента» Мэйлы избрали фигуру Ингмара Бергмана: оба брата — большие поклонники кино и, кроме того, им пришлась по душе абсурдность самой идеи мюзикла о режиссёре, известном интеллектуальными психологическими драмами.
Мюзикл был записан коллективом из шведских и американских исполнителей. Партию Бергмана исполнил актёр Юнас Мальмшё, принимавший участие в нескольких фильмах самого режиссёра. Другая актриса, работавшая с Бергманом, Элин Клинга, стала голосом Греты Гарбо. Две вокальных партии исполнил Рон Мэйл, клавишник «Sparks», который ни в одном из предыдущих альбомов группы не выступал в роли вокалиста.

## Релиз
Премьера постановки состоялась 14 августа 2009 года в эфире Sveriges Radio и на сцене стокгольмского театра Сёдра. В Швеции Sveriges Radio выпустило мюзикл на CD тиражом в тысячу экземпляров; английская версия вышла в США под лейблом братьев Мэйл Lil' Beethoven. Музыкальная критика высоко оценила альбом.
В сентябре 2010 года братья Мэйл сообщили в интервью, что канадский независимый режиссёр Гай Мэддин, которого Рон Мэйл считает одним из лучших ныне живущих постановщиков, заинтересовался мюзиклом и планирует его экранизацию.

## Список композиций
Все композиции написаны Роном и Расселом Мэйлами.
| №   | Название                               | Длительность |
| --- | -------------------------------------- | ------------ |
| 1.  | «1956 Cannes Film Festival»            | 1:56         |
| 2.  | «'I Am Ingmar Bergman'»                | 3:09         |
| 3.  | «Limo Driver (Welcome To Hollywood)»   | 3:08         |
| 4.  | «'Here He Is Now'»                     | 1:19         |
| 5.  | «'Mr Bergman, How Are You?'»           | 4:28         |
| 6.  | «'He’ll Come 'Round'»                  | 1:44         |
| 7.  | «En Route To The Beverly Hills Hotel»  | 1:56         |
| 8.  | «Hollywood Welcoming Committee»        | 2:36         |
| 9.  | «'I’ve Got To Contact Sweden'»         | 2:41         |
| 10. | «The Studio Commissary»                | 3:08         |
| 11. | «'I Must Not Be Hasty'»                | 1:47         |
| 12. | «'Quiet On The Set'»                   | 1:06         |
| 13. | «'Why Do You Take That Tone With Me?'» | 2:52         |
| 14. | «Pleasant Hotel Staff»                 | 0:55         |
| 15. | «Hollywood Tour Bus»                   | 1:34         |
| 16. | «Autograph Hounds»                     | 2:20         |
| 17. | «Bergman Ponders Escape»               | 2:25         |
| 18. | «'We’ve Got To Turn Him 'Round'»       | 2:37         |
| 19. | «Escape (Part 1)»                      | 4:14         |
| 20. | «Escape (Part 2)»                      | 5:59         |
| 21. | «'Oh My God'»                          | 2:59         |
| 22. | «Garbo Sings»                          | 3:48         |
| 23. | «Almost A Hollywood Ending»            | 2:13         |
| 24. | «'He’s Home'»                          | 3:38         |

## Участники записи
| Вокальные партии - Рассел Мэйл — студийный босс; первый полицейский, второй полицейский - Рон Мэйл — водитель лимузина; гид - Маркус Блейк — охотник за автографами; Вуди - Тэмми Гловер — Hollywood Welcoming Committee; Джерри - Саския Хусберг — переводчик - Элин Клинга — Грета Гарбо - Мэри-Чантал Лонг — конферансье Каннского фестиваля - Юнас Мальмшё — Ингмар Бергман - Стив Макдональд — консьерж - Стивен Нистор — швейцар - Кати Пукрик — служащая гостиницы - Ребекка Шёвалл — старлетка - Джим Уилсон — первый ассистент режиссёра; охотник за автографами | Музыканты - Рон Мэйл — клавишные - Рассел Мэйл — вокал - Джим Уилсон — гитара - Дин Мента — гитара - Маркус Блейк — бас - Тэмми Гловер — ударные - Стивен Нистор — ударные |